# Perup River
Perup River är ett vattendrag i Australien. Det ligger i delstaten Western Australia, omkring 280 kilometer söder om delstatshuvudstaden Perth.
I omgivningarna runt Perup River växer i huvudsak städsegrön lövskog. Trakten runt Perup River är nära nog obefolkad, med mindre än två invånare per kvadratkilometer. Genomsnittlig årsnederbörd är 1 106 millimeter. Den regnigaste månaden är maj, med i genomsnitt 192 mm nederbörd, och den torraste är februari, med 13 mm nederbörd.